# 毎日新聞のグリコ・森永事件に関する捏造事件
毎日新聞のグリコ・森永事件に関する捏造事件（まいにちしんぶんのグリコ・もりながじけんにかんするねつぞうじけん）は、1989年に起きた毎日新聞の誤報・記事捏造事件である。朝日新聞の珊瑚損傷記事捏造、読売新聞の連続幼女誘拐殺害犯のアジト発見記事捏造と並んで「平成元年の三大誤報」といわれる。

## 概要
1989年6月1日、毎日新聞夕刊に「グリコ事件で取り調べ　江崎社長の知人ら4人」「発生後5年2か月　恐かつ、脅迫容疑で　3府県捜査当局　江崎社長に恨み？」といった見出しが踊り、一面トップから社会面まで当時社会現象となっていたグリコ・森永事件の犯人逮捕のスクープ記事が掲載された。
しかし、ほどなくして記事の内容が全くの虚偽であることが判明し、毎日新聞社は対応に追われた。当時、グリコ・森永事件における新聞各社の取材競争は熾烈を極めており、功を焦った記者の捏造という結果を引き起こしてしまった。

## 事件の影響
記事の内容の全てが誤りであることが判明したため、岩見隆夫編集局長（当時）が引責辞任。6月10日に「行き過ぎ紙面を自戒」「本来、万全を期すべき二重、三重のチェックという点で欠けるところがあった」といった謝罪文を紙上に掲載した。